# Aphelenchida
Aphelenchida to rząd nicieni obejmujący rodziny:
- Aphelenchidae
- Aphelenchoididae
- Myenchildae
- Paraphelenchidae